# Marc Desjardins (metteur en scène)
 (décembre 2017).
Si vous disposez d'ouvrages ou d'articles de référence ou si vous connaissez des sites web de qualité traitant du thème abordé ici, merci de compléter l'article en donnant les références utiles à sa vérifiabilité et en les liant à la section « Notes et références ».
Pour les articles homonymes, voir Marc Desjardins.
Marc Desjardins (né le 13 avril 1954 à Montréal où il meurt le 24 mai 2025) est un auteur, parolier, metteur en scène et réalisateur québécois.

## Biographie
Né à Montréal, il a été formé à l'École Nationale de Théâtre du Canada où il a étudié en 1973-1974. Scénographe, tout d'abord, il a tourné avec Genesis pour qui il a créé les premiers éclairages. Il a ensuite travaillé avec de nombreux artistes autant de variété internationale (Clannad, Peter Gabriel) que de danse contemporaine (Alvin Ailey, Merce Cunningham, Jean-Pierre Perrault). Il a été cofondateur du magazine Québec-Rock en 1977. Il a écrit pour de nombreux artistes québécois comme Offenbach, Marie-Michèle Desrosiers ou Dan Bigras. Il a collaboré également abondamment avec Claude Léveillée, Renée Claude et Diane Tell.
C'est aussi un publicitaire et concepteur multimédia et Internet. Il a fondé les Disques GMD en 1984 en tant que division de la compagnie Gestion Marc Desjardins. Elle produit entre autres des disques d'artistes québécois ainsi que des bandes sonores de films. À la suite de sévères ennuis financiers, la compagnie met fin à ses activités en mars 1993.
Marc Desjardins meurt dans son sommeil dans sa résidence de Montréal la nuit du 23 au 24 mai 2025 à l'âge de 71 ans.